# Рульфо, Хуан
Хуа́н Ру́льфо (исп.  Juán Nepomuceno Carlos Pérez Rulfo Vizcaíno, 16 мая 1917, Апулько — 7 января 1986, Мехико) — мексиканский писатель.

## Биография
Родился и вырос в захолустном селении штата Халиско. Сменил множество занятий: был коммивояжёром, занимался издательской деятельностью и др.

## Творчество
Сборник новелл «Равнина в огне» (1953) и роман «Педро Парамо» (1955, экранизирован в 1967) предвосхитили бум новой латиноамериканской прозы 1960—1970-х годов (Фуэнтес, Кортасар, Борхес, Варгас Льоса, Гарсиа Маркес, Хосе Доносо). Сам Габриэль Гарсия Маркес о «Педро Парамо» говорил: «Это самый прекрасный из всех романов, какие когда-либо были написаны на испанском языке», а Борхесу принадлежат следующие строчки: «„Педро Парамо“ — фантастическая книга, и её притяжению невозможно противиться. Это один из лучших романов в испаноязычных литературах, да и в литературе в целом».
На протяжении многих лет занимался фотографией. Работал для кино, по его сценариям ставили фильмы Эмилио Фернандес, Артуро Рипштейн.

## Признание
Премия Хавьера Вильяуррутьи (1955), Литературная премия принца Астурийского (1983). Роман «Педро Парамо» высоко ценил и включил в свою серию «Личная библиотека» Хорхе Луис Борхес. Сьюзен Зонтаг назвала его не только среди лучших произведений мировой литературы XX века, но и одной из книг, сильнее всего повлиявших на литературу двадцатого столетия.
Имя писателя носят литературная премия Radio Francia Internacional и литературная премия Мексики.

## Произведения
- El llano en llamas (Равнина в огне, 1953)
- Pedro Páramo (Педро Парамо, 1955, экранизирован в 1967, 1978, 2010)
- El gallo de oro (Золотой петух, 1980, экранизирован Роберто Гавальдоном)

## Публикации на русском языке
- Равнина в огне. Педро Парамо. М.: Художественная литература, 1970.
- Педро Парамо. Равнина в огне. СПб: Амфора, 1999 (Личная библиотека Борхеса)
- Педро Парамо : роман. Равнина в огне : рассказы. М.: АСТ: Астрель: CORPUS, 2009.